# 大洋新蛇鰻
長鰭新蛇鰻（学名：Neenchelys pelagica）也称鰻仔、硬骨篡、篡仔、硬骨仔，是蛇鳗科新鳗属的一种。模式标本采集自台湾屏东县东港鱼港。

## 鉴别特征
模式标本全长（TL）392毫米。身体中度延长，近圆柱形，头长是体高的2.8—3.1倍，全长为体高的28—31倍；背鳍起自躯体中点，鳃孔后1.0—1.4倍头长处；全长是背鳍前距的4.3—4.8倍，头长的9.8—10.2倍，尾长的1.5倍；胸鳍发达，较大，为头长的3.8—4.6倍；总脊椎骨数169；平均脊椎骨形式为33-53-169。头部侧线孔14个；背鳍前侧线孔36或37个；肛门前侧线孔56或57个。